# Abraham Gagnebin

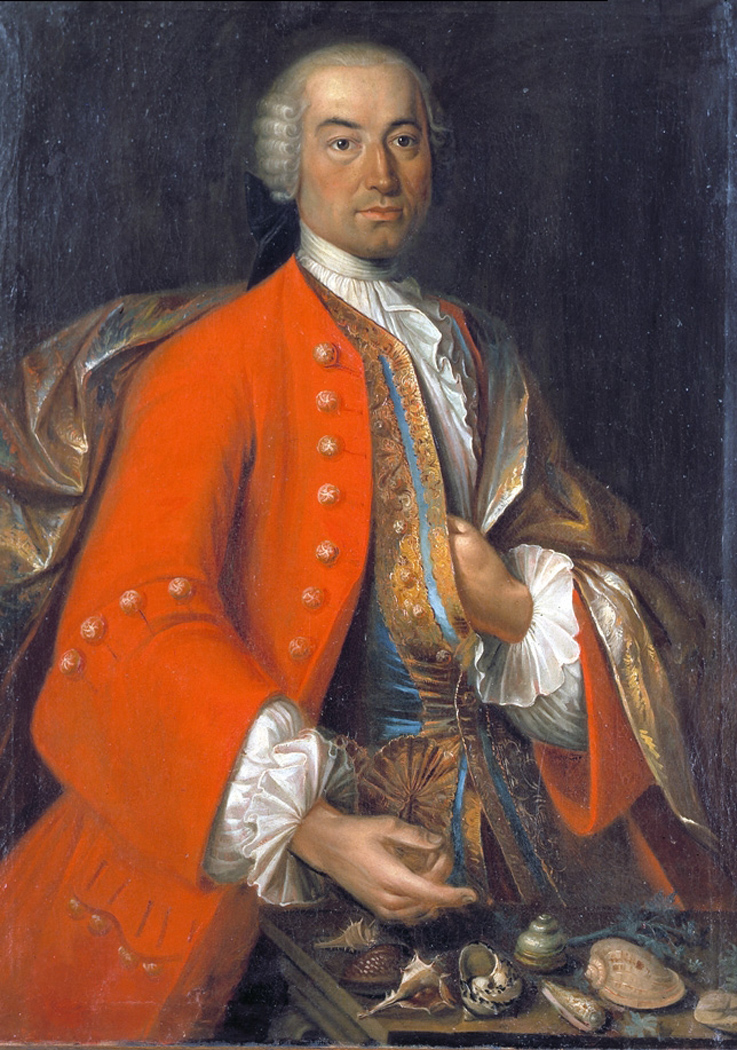
Abraham Gagnebin (1707–1800) mit Sammelobjekten. Künstler unbekannt.

Abraham Gagnebin (* 20. August 1707 in Renan; † 23. April 1800 in La Ferrière) war ein Schweizer Mediziner und Naturforscher. Sein offizielles botanisches Autorenkürzel lautet „Gagnebin“.

## Leben
Abraham Gagnebin wurde 1707 in einer Arztfamilie in Renan im Berner Jura geboren. Er war der älteste Sohn einer vielköpfigen Familie. Nach einer Grundausbildung durch einen Privatlehrer kam er mit sechzehn Jahren nach Basel, um sich als Mediziner auszubilden. Seine Hauptlehrer waren Theodor und Johann Rudolph Zwinger, durch die er zur Botanik hingeführt wurde. In dieser Zeit unternahm er zahlreiche Exkursionen im Basler Jura. 1725 kehrte er in sein Vaterhaus zurück und erforschte von dort aus mit seinem ehemaligen Hauslehrer die nähere und weitere Umgebung.
Im Alter von 21 Jahren trat Gagnebin 1728 in ein Schweizer Regiment in Strassburg ein. Neben seiner Tätigkeit als Chirurg, widmete er sich in der Freizeit weiter der Botanik. In Strassburg lernte er den Botaniker Franz Balthasar von Lindern kennen, den er auf Exkursionen begleiten konnte. Von 1730 bis 1735 wechselte er verschiedentlich die Garnison und lernte so einen grossen Teil Frankreichs kennen. Überall erkundete er die Umgebung und hielt seine Forschungen in einem Tagebuch fest.

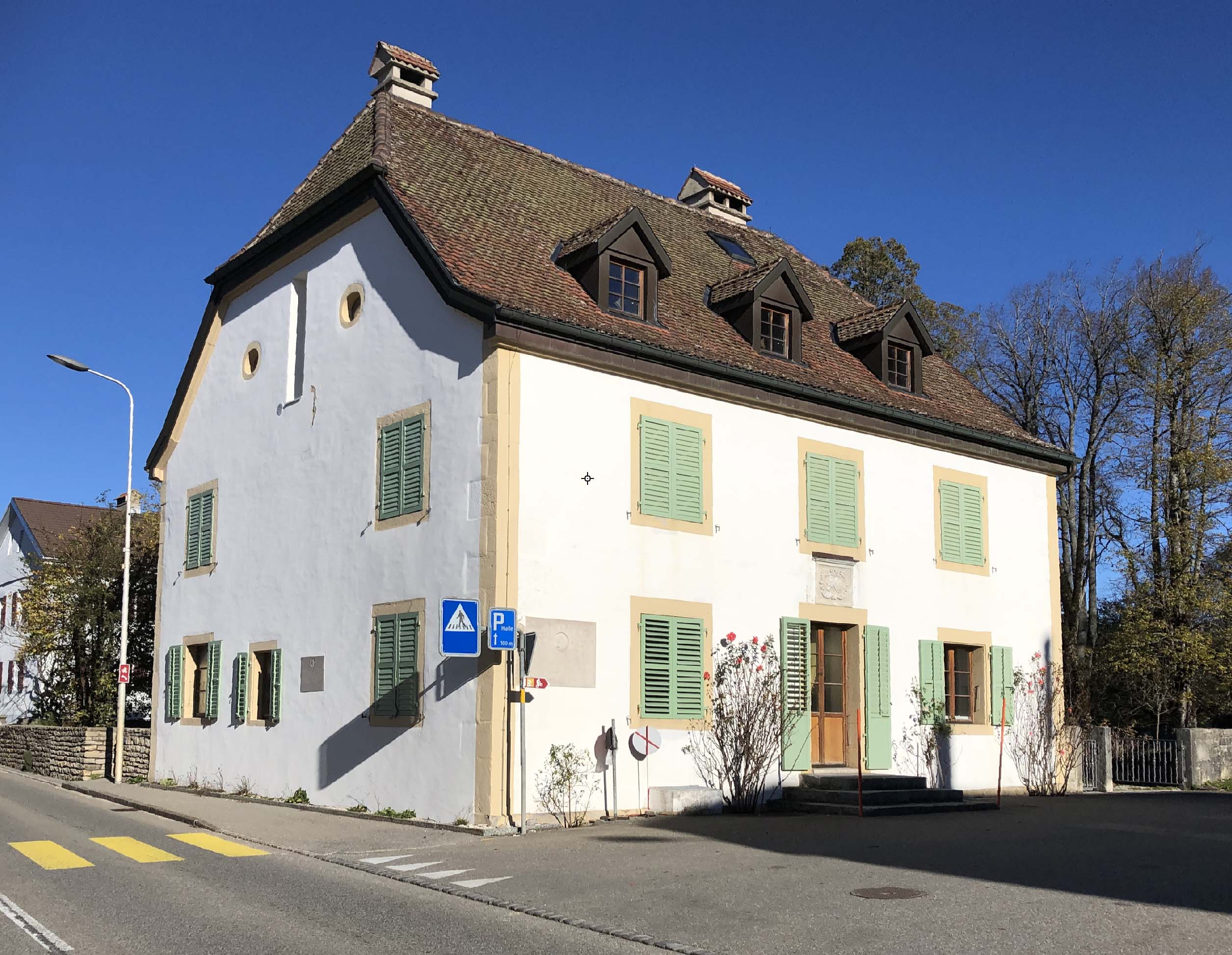
Wohnhaus von Abraham und Daniel Gagnebin in La Ferrière

1735 quittierte er den Dienst und liess sich als Arzt in La Ferrière nieder. Noch im gleichen Jahr heiratet er Esther Marchand aus dem Nachbardorf Sonvilier. Mit ihr hatte er sechs Kinder. Neben seiner Tätigkeit als Arzt befasste er sich weiterhin mit naturwissenschaftlichen Studien. Nebst der Botanik beschäftigte er sich auch mit Meteorologie und Paläontologie und begann eine eigene Sammlung anzulegen. Von La Ferrière aus nahm er Kontakt mit anderen Naturwissenschaftlern der Region auf. Das waren etwa Jean-Antoine d’Ivernois (1703–1765), Laurent Garcin (1683–1752) und Louis Bourguet (1678–1742) aus Neuchâtel, Pierre Cartier aus La Chaux-du-Milieu und Friedrich Salomon Scholl (1708–1771) aus Biel.
Im Jahr 1739 lernte er Albrecht von Haller kennen. Zusammen mit d’Ivernois begleitete er ihn auf einer Exkursion ins Creux du Van. Seit dieser Zeit blieb Gagnebin freundschaftlich mit Haller verbunden. In der Folge wurde er zu einem Mitarbeiter Hallers, dem er seine Forschungsresultate zukommen liess und in dessen Auftrag er verschiedentlich Exkursionen unternahm. Insgesamt 118 Briefe Gagnebins an Haller sind erhalten geblieben. Er korrespondierte auch mit anderen bekannten Gelehrten seiner Zeit, so etwa mit Joseph de Jussieu, Louis Jean-Marie Daubenton und René-Antoine Ferchault de Réaumur aus Frankreich, Jacob Reinbold Spielmann aus Strassburg, Moritz Anton Kappeler aus Luzern, Johannes Gessner aus Zürich und seinen früheren Förderern Zwinger und Werner de Lachenal (1736–1800) aus Basel.
Eine besondere Bekanntschaft machte er im Jahr 1765, als er Jean-Jacques Rousseau, der sich von 1762 bis 1765 im neuenburgischen Môtiers aufhielt, zum Botanisieren begleiten konnte. Insgesamt zwölf Tage blieb Rousseau im Juni 1765 in La Ferrière, wo er auch das Raritätenkabinett Gagnebins besucht haben wird.

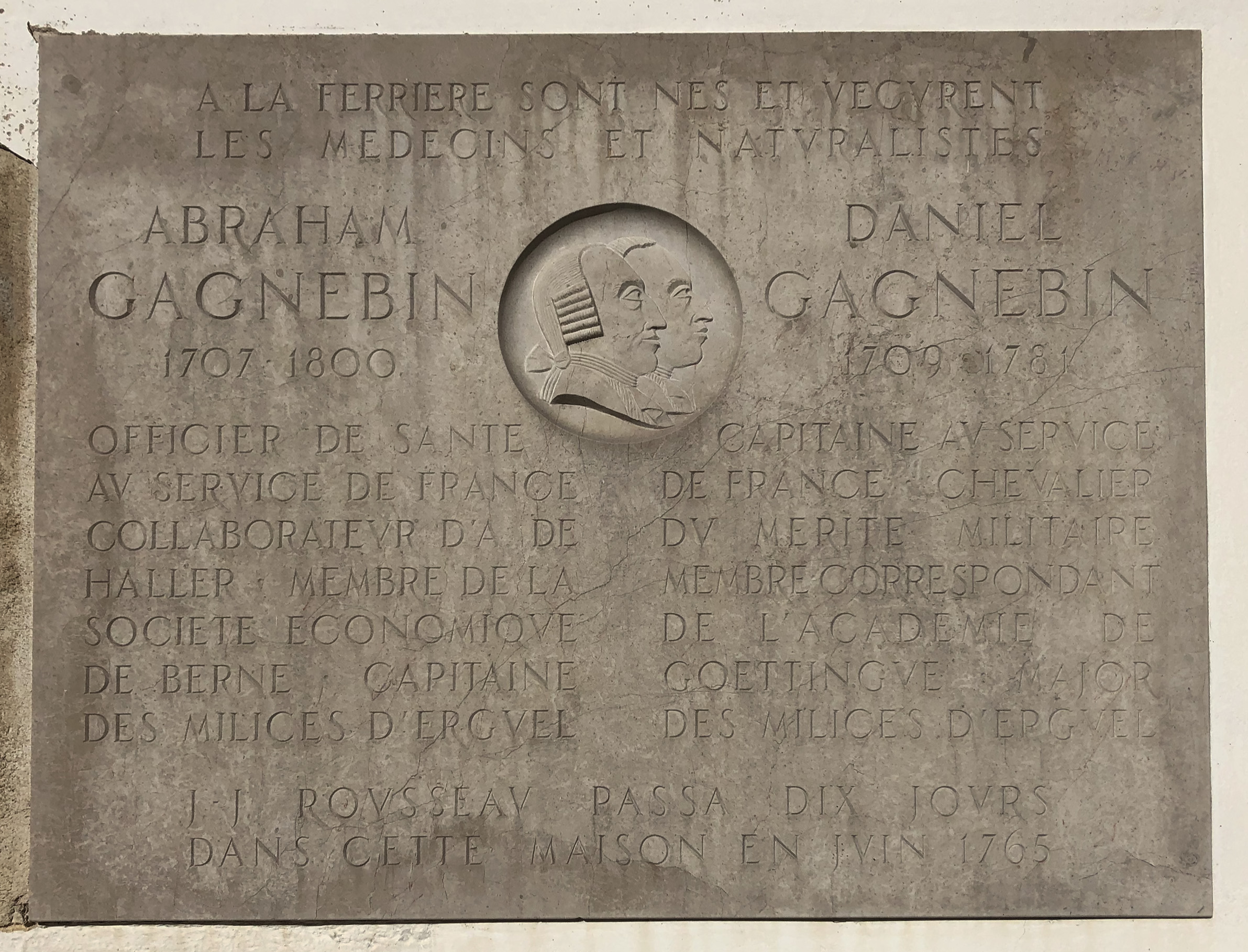
Inschrifttafel am Wohnhaus Gagnebin in la Ferrière

Mit seinem Bruder Daniel hatte Gagnebin er eine grosse naturkundliche Sammlung zusammengetragen, die grosse Beachtung fand. Im Jahr 1768 stellte er seine Kuriositätensammlung in einem Katalog zusammen (Catalogue très-abrégé des curiosités naturelles). Die Sammlung umfasste neben 700 Münzen und Medaillen Tausende von naturhistorischen Objekten, darunter Pflanzen, ausgestopfte Tiere und mehr als 2500 Fossilien. Prunkstück der Sammlung war ein versteinertes Exemplar eines seltenen Meersternes, das Gagnebin in La Ferrière gefunden hatte und deshalb nach ihm benannt wurde (Ophiomusium gagnebini). Die Sammlung wurde nach seinem Tode aufgelöst; einzelne Stücke sind in Museen von Basel und der Region erhalten geblieben. Sein Wohnhaus, in dem die Sammlung untergebracht war, steht heute noch und wurde in die Liste der Kulturgüter von nationaler Bedeutung im Kanton Bern aufgenommen (Maison Gagnebin).

## Ehrungen
Nach Abraham Gagnebin ist die Pflanzengattung Gagnebina Neck. ex DC. aus der Familie der Hülsenfrüchtler (Fabaceae) benannt.

## Werke
- Histoire naturelle des insectes et crustacés. Manuskript 1733.
- Catalogue très-abrégé des curiosités naturelles qui composent le Cabinet des deux frères [Abraham et Daniel] Gagnebin, de la Ferriere en Erguël, évêché de Bâle en Suisse, que l’on pourra négocier en faveur des amateurs de l’histoire naturelle, et dans lequel on trouvera abondamment de quoi former un cabinet curieux et considérable. 1768.
- Description d’une espèce de Myrrhis de montagne. In: Acta Helvetica 3 (1758), S. 109–127.
- Description de la grande Campanule, à feuilles très-larges, & à fleur bleue, avec ses variétés. In: Acta Helvetica 4 (1760), S. 40–45.
- Description de l’etoile de mer, ou poisson à l’etoile à queues de lézard petrifie, qui se trouve dans le cabinet des raretés des Frères Gagnebin. In: Acta Helvetica 7 (1772), S. 25–35.